# Dicaeum nigrilore
A Dicaeum nigrilore a madarak osztályának verébalakúak (Passeriformes) rendjébe és a virágjárófélék (Dicaeidae) családjába tartozó faj.

## Rendszerezése
A fajt Ernst Hartert német ornitológus írta le 1904-ben.

## Alfajai
- Dicaeum nigrilore diuatae Salomonsen, 1953
- Dicaeum nigrilore nigrilore Hartert, 1904[2]

## Előfordulása
A Fülöp-szigetekhez tartozó Mindoro szigetén honos. Természetes élőhelyei a szubtrópusi és trópusi síkvidéki esőerdők. Állandó, nem vonuló faj.

## Megjelenése
Testhossza 9 centiméter.

## Természetvédelmi helyzete
Az elterjedési területe kicsi és töredezett, egyedszáma viszont stabil. A Természetvédelmi Világszövetség Vörös listáján nem fenyegetett fajként szerepel.